# Avanteen
Avanteen – czasopismo poświęcone modzie i urodzie, skierowane do młodzieży; ukazywało się nieregularnie od 3 czerwca 2014 roku, a począwszy od trzeciego numeru (luty−kwiecień 2015 r.) jako kwartalnik. W 2016 pismo na Instagramie poinformowało o jego zawieszeniu.